# Piccoli fratelli del Buon Pastore
I Piccoli Fratelli del Buon Pastore (in latino Parvi Fratres Boni Pastoris) erano un istituto religioso maschile di diritto pontificio. I membri di questa congregazione laicale posponevano al loro nome la sigla B.G.S. (Brothers of the Good Shepherd).
Nel 2015 sono stati incorporati nell'Ordine Ospedaliero di San Giovanni di Dio come provincia nordamericana del Buon Pastore.

## Storia
La congregazione venne fondata da Mathias Barrett (1900-1990): nel 1915 aveva abbracciato la vita religiosa nei Fatebenefratelli, ma lasciò l'ordine nel 1950 per dedicarsi all'apostolato tra i poveri e i senzatetto; divenne collaboratore di Gerald Fitzgerald, che nel Nuovo Messico aveva istituito la congregazione dei Servi del Paraclito.
Dietro suggerimento di Edwin Vincent Byrne, arcivescovo di Santa Fe, il 19 gennaio 1951 ad Albuquerque Barrett fondò i Piccoli Fratelli del Buon Pastore, per l'assistenza agli anziani, ai disabili mentali e ai sacerdoti a riposo: il 3 marzo 1961 la società venne approvata come istituto secolare di diritto diocesano, ma il 23 ottobre 1965 i membri iniziarono a condurre vita comune trasformando il loro istituto in congregazione religiosa.
L'istituto venne approvato dalla Santa Sede il 29 giugno del 1983.
Il 19 gennaio 2015 la congregazione è stata incorporata nell'Ordine Ospedaliero di San Giovanni di Dio, di cui è andata a costituire la provincia nordamericana del Buon Pastore.

## Attività e diffusione
I Piccoli Fratelli del Buon Pastore si dedicano all'assistenza ai poveri e ai bisognosi, alla cura dei malati e dei sacerdoti bisognosi.
Oltre che negli Stati Uniti d'America, la congregazione contava case in Canada, Irlanda, Regno Unito e Haiti; il moderatore supremo della congregazione, che portava il titolo di Fratello Generale, risiedeva presso la casa generalizia di Toronto, in Canada.
Al 31 dicembre 2005, la congregazione contava ancora 9 case e 30 religiosi, 4 dei quali sacerdoti.